# Аеродром Валенсија
Аеродром Валенсија (шп. Aeropuerto de Valencia, кат. Aeroport de València) је међународни аеродром трећег по величини града Шпаније, Валенсије, у истоименој покрајини на западу Средоземља. Аеродром је смештен 8 km западно од града.
Аеродром у Валенсији је међу десет најпрометнијих у Шпанији - 2024. године кроз њега је прошло око 11 милиона путника. Велики удео путника су туристи који посећују околна летовалишта на Средоземном мору.
На аеродрому је авио-чвориште за два шпанска авиопревозника: „Ер Нострум” и „Вуелинг”.